# Effectifs de la Ligue des nations masculine de volley-ball 2021
Cet article dresse la liste des effectifs des 16 équipes qui participent à la Ligue des nations masculine de volley-ball 2021.
Positions :
- A – Attaquant
- C – Central
- L – Libero
- P – Passeur
- R – Réceptionneur-Attaquant

## Allemagne
Source. Sélectionneur :  Andrea Giani
| - 01 Christian Fromm – R - 03 Ruben Schott – R - 05 Moritz Reichert – R - 06 Denis Kaliberda – R - 07 David Sossenheimer – R | - 08 Marcus Böhme – C - 10 Julian Zenger – L - 13 Simon Hirsch – A - 15 Noah Baxpöhler – C - 16 Eric Burggräf – P | - 17 Jan Zimmermann – P - 18 Florian Krage – C - 19 Erik Röhrs – R - 20 Linus Weber – A - 21 Tobias Krick – C | - 25 Lukas Maase – A |

## Argentine
Source. Sélectionneur :  Marcelo Méndez
| - 01 Matías Sánchez – P - 02 Federico Pereyra – A - 03 Jan Martínez Franchi – R - 05 Nicolás Uriarte – P - 06 Cristian Poglajen – R | - 07 Facundo Conte – R - 08 Agustín Loser – C - 09 Santiago Danani – L - 10 Nicolás Lazo – R - 11 Sebastián Solé – C | - 12 Bruno Lima – A - 13 Ezequiel Palacios – R - 14 Pablo Crer – C - 15 Luciano De Cecco – P - 16 Luciano Palonsky – R | - 17 Nicolás Méndez – R - 18 Martín Ramos – C - 19 Franco Massimino – L |

## Australie
Source. Sélectionneur :  Marcos Miranda
| - 01 Beau Graham – C - 02 Arshdeep Dosanjh – P - 03 Steven Macdonald – C - 07 James Weir – C - 08 Trent O'Dea – C | - 11 Luke Perry – L - 12 Nehemiah Mote – C - 15 Luke Smith – R - 16 Thomas Douglas-Powell – R - 21 Nicholas Butler – P | - 27 Max Senica – R - 28 Tim Taylor – R - 29 Ethan Garrett – R - 31 Matthew Aubrey – A - 32 Elliot Azeez Oluwatobi – R | - 33 Sam Flowerday – R - 34 Billy Greber – L |

## Brésil
Source. Sélectionneur :  Carlos Schwanke
| - 01 Bruno Rezende – P - 03 João Rafael Ferreira – R - 05 Mauricio Borges Silva – R - 06 Fernando Kreling – P - 08 Wallace de Souza – A | - 09 Yoandy Leal – R - 11 Gabriel Kavalkievicz – R - 12 Isac Santos – C - 13 Maurício Souza – C - 14 Douglas Souza – R | - 15 Maique Nascimento – L - 16 Lucas Saatkamp – C - 17 Thales Hoss – L - 18 Ricardo Lucarelli – R - 21 Alan Souza – A | - 23 Flávio Gualberto – C |

## Bulgarie
Source. Sélectionneur :  Silvano Prandi
| - 01 Denis Karyagin – R - 02 Stefan Chavdarov – C - 03 Nikolay Kolev – C - 04 Martin Atanasov – R - 06 Vladimir Stankov – P | - 09 Georgi Seganov – P - 10 Svetoslav Stankov – P - 11 Aleks Grozdanov – C - 12 Georgi Petrov – R - 14 Asparuh Asparuhov – R | - 15 Gordan Lyutskanov – R - 16 Vladislav Ivanov – L - 19 Tsvetan Sokolov – A - 22 Nikolay Kartev – C - 24 Martin Ivanov – L | - 25 Radoslav Parapunov – A - 26 Svetoslav Ivanov – R |

## Canada
Source. Sélectionneur :  Glenn Hoag
| - 01 Tyler Sanders – P - 02 John Gordon Perrin – R - 03 Steven Marshall – R - 04 Nicholas Hoag – R - 06 Jordan Pereira – L | - 07 Stephen Maar – R - 08 Jay Blankenau – P - 10 Ryan Sclater – A - 11 Daniel Jansen Van Doorn – C - 12 Lucas Van Berkel – C | - 13 Sharone Vernon-Evans – A - 14 Eric Loeppky – R - 17 Graham Vigrass – C - 19 Blair Bann – L - 20 Arthur Szwarc – C | - 21 Brett Walsh – P - 23 Danny Demyanenko – C |

## États-Unis
Source. Sélectionneur :  John Speraw
| - 01 Matthew Anderson – A - 03 Taylor Sander – R - 04 Jeffrey Jendryk – C - 05 Kyle Ensing – A - 06 Mitchell Stahl – C | - 07 Kawika Shoji – P - 08 Torey DeFalco – R - 09 Jake Hanes – A - 11 Micah Christenson – P - 12 Maxwell Holt – C | - 13 Benjamin Patch – A - 15 Brenden Sander – R - 16 Joshua Tuaniga – P - 17 Thomas Jaeschke – R - 18 Garrett Muagututia – R | - 19 Taylor Averill – C - 20 David Smith – C - 21 Dustin Watten – L - 22 Erik Shoji – L |

## France
Source. Sélectionneur :  Laurent Tillie
| - 01 Barthélémy Chinenyeze – C - 02 Jenia Grebennikov – L - 04 Jean Patry – A - 06 Benjamin Toniutti – P - 07 Kévin Tillie – R | - 08 Julien Lyneel – R - 09 Earvin Ngapeth – R - 11 Antoine Brizard – P - 12 Stephen Boyer – A - 14 Nicolas Le Goff – C | - 16 Daryl Bultor – C - 17 Trévor Clévenot – R - 18 Thibault Rossard – R - 19 Yacine Louati – R - 20 Benjamin Diez – L | - 21 Théo Faure – A - 23 Léo Meyer – P - 24 Moussé Gueye – C |

## Iran
Source. Sélectionneur :  Vladimir Alekno
| - 02 Milad Ebadipour – R - 03 Reza Abedini – C - 04 Saeid Marouf – P - 06 Mohammad Mousavi – C - 07 Purya Fayazi – R | - 08 Mohammadreza Hazratpour – L - 09 Masoud Gholami – C - 10 Amir Ghafour – A - 11 Saber Kazemi – A - 12 Morteza Sharifi – R | - 15 Ali Asghar Mojarrad – C - 17 Meisam Salehi – R - 18 Mohammad Taher Vadi – P - 21 Arman Salehi – L - 22 Amir Hossein Esfandiar – R | - 23 Bardia Saadat – A - 24 Javad Karimi – P |

## Italie
Source. Sélectionneur :  Antonio Valentini
| - 01 Davide Gardini – R - 07 Fabio Balaso – L - 15 Riccardo Sbertoli – P - 18 Alessandro Michieletto – R - 20 Gabriele Nelli – A | - 21 Luca Spirito – P - 23 Giulio Pinali – A - 24 Oreste Cavuto – R - 25 Marco Vitelli – C - 26 Lorenzo Cortesia – C | - 27 Leonardo Scanferla – L - 28 Francesco Recine – R - 29 Mattia Bottolo – R - 30 Leandro Mosca – C - 31 Filippo Federici – L |

## Japon
Source. Sélectionneur :  Yuichi Nakagaichi
| - 01 Kunihiro Shimizu – A - 02 Taishi Onodera – C - 03 Naonobu Fujii – P - 04 Issei Otake – A - 05 Tatsuya Fukuzawa – R | - 06 Akihiro Yamauchi – C - 11 Yuji Nishida – A - 12 Masahiro Sekita – P - 13 Masaki Oya – P - 14 Yūki Ishikawa – R | - 15 Haku Ri – C - 16 Kentaro Takahashi – C - 17 Kenta Takanashi – R - 19 Tatsunori Otsuka – R - 20 Tomohiro Yamamoto – L | - 21 Ran Takahashi – R - 24 Tomohiro Ogawa – L |

## Pays-Bas
Sélectionneur :  Roberto Piazza,
| - 02 Wessel Keemink – P - 04 Thijs ter Horst – R - 05 Luuc van der Ent – C - 06 Just Dronkers – L - 07 Gijs Jorna – R | - 08 Fabian Plak – C - 10 Maikel van Zeist – C - 12 Bennie Tuinstra – R - 13 Steven Ottevanger – L - 14 Nimir Abdel-Aziz – A | - 15 Gijs van Solkema – P - 17 Michaël Parkinson – C - 18 Robbert Andringa – L - 19 Freek de Weijer – P - 21 Stijn van Schie – R | - 22 Twan Wiltenburg – C - 25 Stijn van Tilburg – R |

N. B. : L'équipe de Chine déclare forfait avant le tournoi et est remplacée par les Pays-Bas.

## Pologne
Source. Sélectionneur :  Vital Heynen
| - 01 Piotr Nowakowski – C - 02 Maciej Muzaj – A - 04 Marcin Komenda – P - 05 Łukasz Kaczmarek – A - 06 Bartosz Kurek – A | - 09 Wilfredo León – R - 10 Damian Wojtaszek – L - 11 Fabian Drzyzga – P - 12 Grzegorz Łomacz – P - 13 Michał Kubiak – R | - 14 Aleksander Śliwka – R - 15 Jakub Kochanowski – C - 16 Kamil Semeniuk – R - 17 Paweł Zatorski – L - 20 Mateusz Bieniek – C | - 21 Tomasz Fornal – R - 22 Bartosz Bednorz – R - 77 Karol Kłos – C - 99 Norbert Huber – C |

## Russie
Source. Sélectionneur :  Tuomas Sammelvuo
| - 01 Yaroslav Podlesnykh – R - 02 Ilia Vlasov – C - 04 Artem Volvich – C - 06 Evgeny Baranov – L - 07 Dmitry Volkov – R | - 09 Ivan Iakovlev – C - 10 Denis Bogdan – R - 11 Pavel Pankov – P - 13 Dmitry Muserskiy – C - 15 Viktor Poletaev – A | - 17 Maksim Mikhaylov – A - 18 Egor Kliuka – R - 20 Ilyas Kurkaev – C - 24 Igor Kobzar – P - 27 Valentin Golubev – L |

## Serbie
Source. Sélectionneur :  Slobodan Kovač
| - 02 Uroš Kovačević – R - 03 Milorad Kapur – L - 06 Nikola Peković – L - 07 Petar Krsmanović – C - 08 Marko Ivović – R | - 09 Nikola Jovović – P - 10 Miran Kujundžić – R - 11 Aleksa Batak – P - 12 Pavle Perić – R - 13 Stevan Simić – C | - 14 Aleksandar Atanasijević – A - 16 Dražen Luburić – A - 18 Marko Podraščanin – C - 21 Vuk Todorović – P - 23 Božidar Vučićević – A | - 26 Davide Kovač – R |

## Slovénie
Source. Sélectionneur :  Alberto Giuliani
| - 01 Tonček Štern – A - 02 Alen Pajenk – C - 03 Gregor Pernuš – P - 04 Jan Kozamernik – C - 05 Alen Šket – A | - 06 Mitja Gasparini – A - 09 Dejan Vinčić – P - 10 Sašo Štalekar – C - 11 Žiga Štern – R - 12 Jan Klobučar – L | - 13 Jani Kovačič – L - 15 Matic Videčnik – C - 16 Gregor Ropret – P - 17 Tine Urnaut – R - 18 Klemen Čebulj – R | - 19 Rok Možič – R |